# Monte Pratiglio (Monti Lepini)
Il Monte Pratiglio (960,5m s.l.m.)  è una montagna dei Monti Lepini nell'Antiappennino laziale, che si trova tra la Città metropolitana di Roma Capitale e la provincia di Latina, tra i territori dei comuni di Segni, Cori e Rocca Massima.